# Nevada Barr

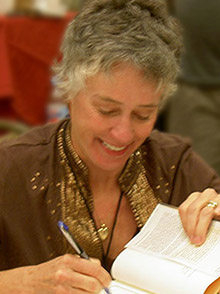
Nevada Barr, 2006

Nevada Barr (* 1. März 1952 in Yerington, Nevada) ist eine US-amerikanische Schriftstellerin, deren Kriminalromane sich um die Hauptfigur Anna Pigeon drehen. Die meisten Anna-Pigeon-Romane spielen in US-amerikanischen Nationalparks und „National Monument“, nur Burn spielt in New Orleans. Die Beschreibungen der Landschaft und der Eigenheiten von Flora und Fauna gehören zu den Stärken Nevada Barrs.
Die Figur der Anna Pigeon durchläuft im Verlauf der mittlerweile 16 Romane eine deutliche berufliche und persönliche Entwicklung. Beruflich gelingt ihr der Aufstieg vom jungen Gesetzeshüter in Track of the Cat (dt. Die Spur der Katze) bis zum District Ranger in Hard Truth. Persönlich leidet sie anfänglich noch stark unter dem Tod ihres Mannes, der zeitlich vor den Romanen liegt und den sie noch nicht verarbeitet hat. In späteren Büchern (Ill Wind, dt. Zeugen aus Stein) gerät sie in die Nähe des Alkoholismus, einer Gefahr, der sie in späteren Romanen aus dem Weg geht.
Seelischen Halt findet sie regelmäßig in Telefongesprächen mit ihrer Schwester Molly, einer erfolgreichen Psychiaterin in New York. Ihr Privatleben ist in den frühen Romanen von wechselnden Liebschaften geprägt, später kommt mit Sheriff Paul Davidson ein stetiger Liebhaber hinzu, mit dem sie in Hard Truth verheiratet ist.
Das Verbrechen, dem Anna Pigeon in den Romanen gegenübersteht, ist in der Regel Mord, stets allerdings aus ungewöhnlichen Motiven, und es kostet Anna Pigeon oftmals einige Mühe, den Mord als solchen zu beweisen bzw. ihre Vorgesetzten von der Notwendigkeit weiterer Ermittlungen zu überzeugen.
Die Anna-Pigeon-Serie besteht aus folgenden Romanen:
| Titel                                       | Nationalpark                        | Erstveröffentlichung |
| ------------------------------------------- | ----------------------------------- | -------------------- |
| Track of the Cat (dt. Die Spur der Katze)   | Guadalupe Mountains NP              | 1993                 |
| A Superior Death (dt. Einer zuviel an Bord) | Isle Royale NP                      | 1994                 |
| Ill Wind (dt. Zeugen aus Stein)             | Mesa Verde NP                       | 1995                 |
| Firestorm (dt. Feuersturm)                  | Lassen Volcanic NP                  | 1996                 |
| Endangered Species (dt. Paradies in Gefahr) | Cumberland Island National Seashore | 1997                 |
| Blind Descent                               | Carlsbad Caverns NP                 | 1998                 |
| Liberty Falling                             | Statue of Liberty                   | 1999                 |
| Deep South                                  | Natchez Trace Parkway               | 2000                 |
| Blood Lure (dt. Blutköder)                  | Glacier NP                          | 2001                 |
| Hunting Season                              | Natchez Trace Parkway               | Februar 2002         |
| Flashback                                   | Dry Tortugas NP                     | Februar 2003         |
| High Country                                | Yosemite NP                         | Februar 2004         |
| Hard Truth                                  | Rocky Mountain NP                   | März 2005            |
| Winter Study (dt. Wolfsspuren)              | Isle Royale NP                      | 2008                 |
| Borderline                                  | Big Bend NP                         | 2009                 |
| Burn                                        | New Orleans                         | 2010                 |
| The Rope                                    | Glen Canyon                         | 2012                 |
| Destroyer Angel                             | Superior National Forest            | 2014                 |
| Boar Island                                 | Acadia NP                           | 2016                 |

## Auszeichnungen
- 1993: Agatha Award in der Kategorie Bester Erstlingsroman für Die Spur der Katze
- 1994: Anthony Award in der Kategorie Bester Erstlingsroman für Die Spur der Katze
- 1997: Prix du Roman d’Aventures für Feuersturm
- 2001: Barry Award in der Kategorie Bester Roman für Deep South